# 下野国庁跡

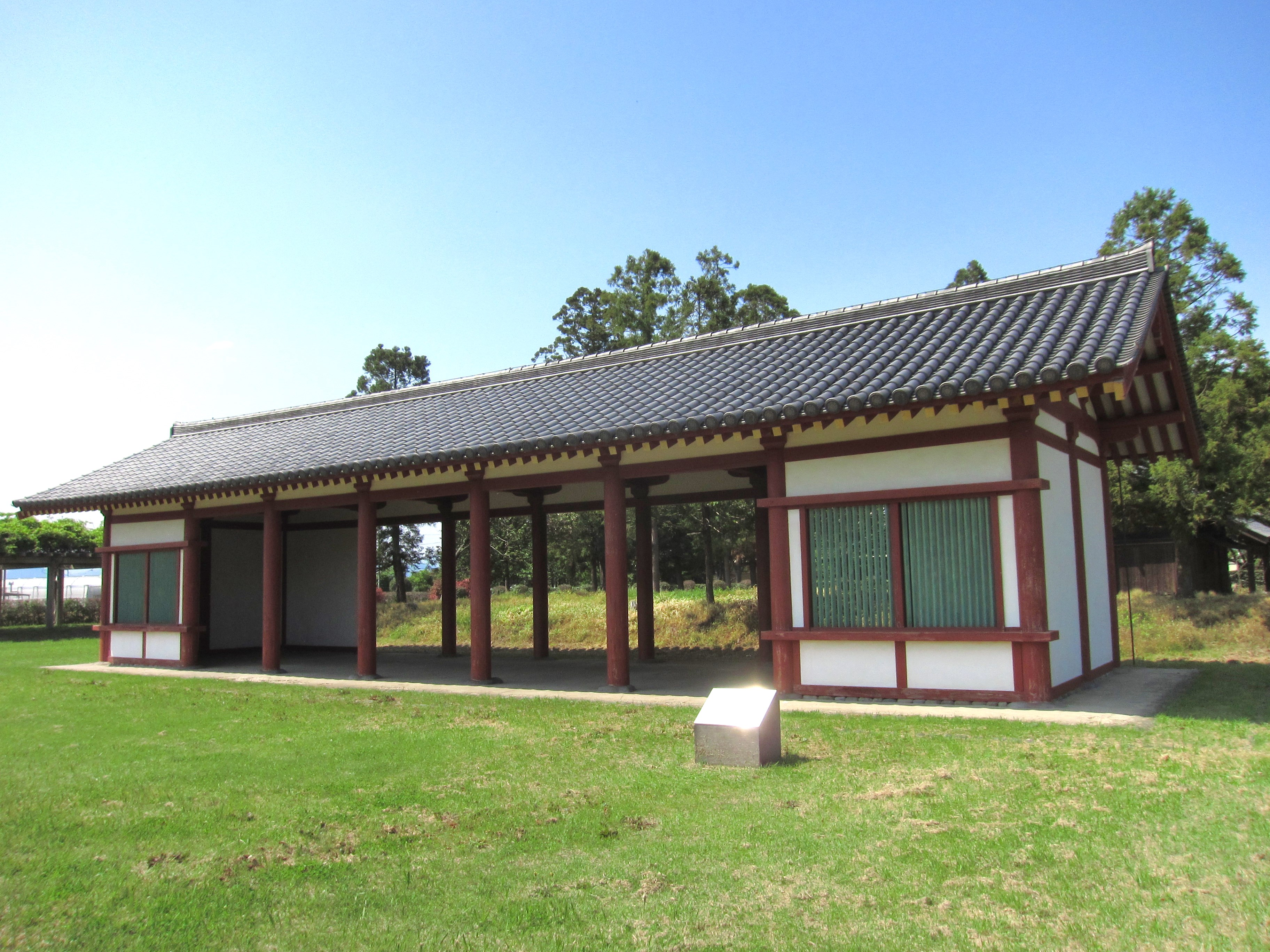
前殿（復元）

下野国庁跡（しもつけこくちょうあと）は、栃木県栃木市田村町・宮ノ辺に所在する律令制下の地方国庁跡である。1982年（昭和57年）10月12日に、国の史跡に指定された。
本国庁跡は、田村町の宮目（みやのべ、宮延）神社境内付近である。下野国府跡の発掘調査が1976年（昭和51年）から始められ、4年次の1979年（昭和54年）に国庁跡が確認された。

## 発掘結果

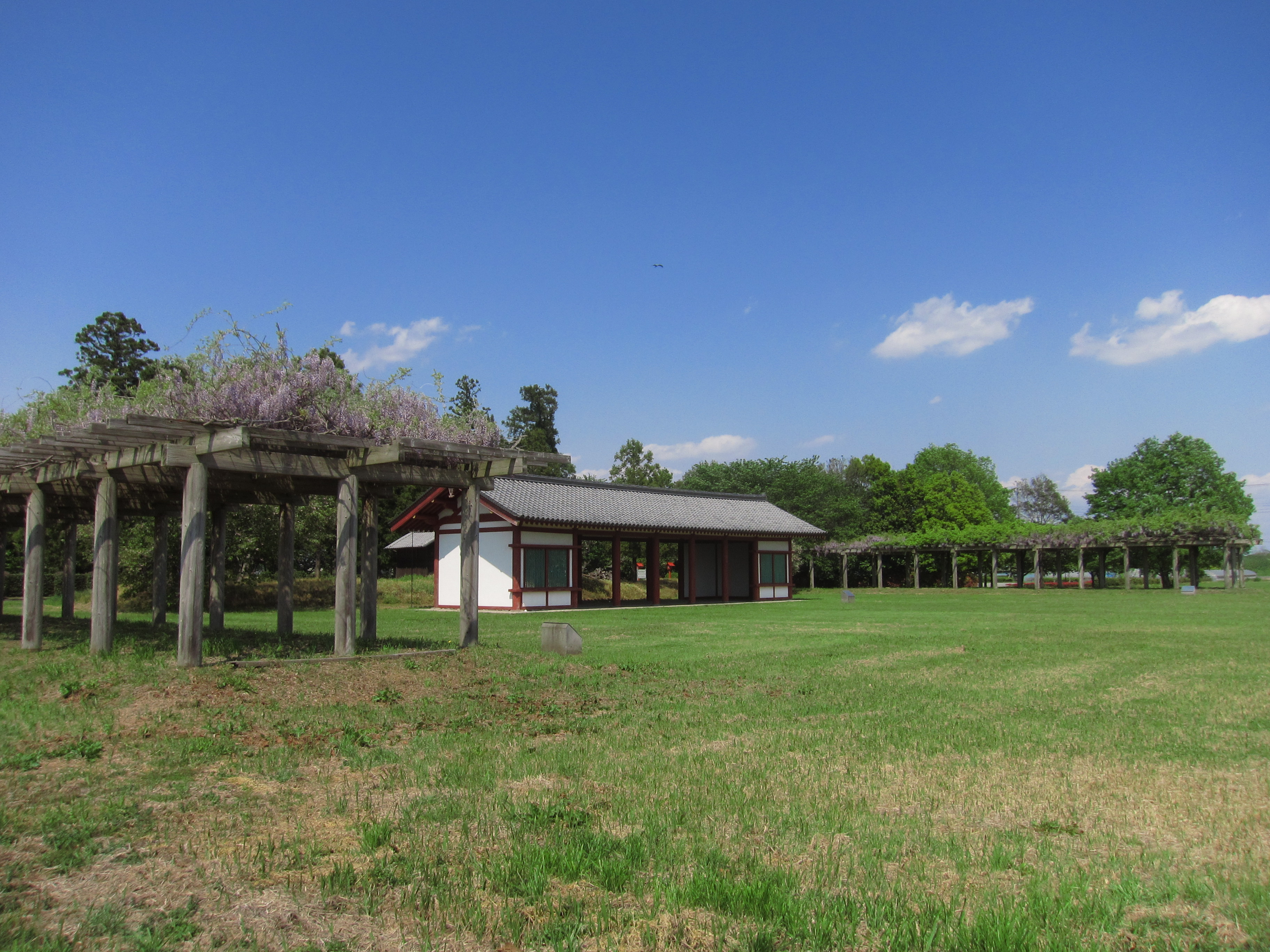
国庁跡全景
中央に前殿（復元）。左右の脇殿跡には藤棚。

発掘調査から、国庁範囲は一町区画を持ち、周りを掘で囲み、中央に前殿（東西棟）、その後方に正殿（未調査）を配置し、前殿の東・西に長大な南北棟の脇殿を対峙させている四周の各辺の中央に門を設けていた。南門からは幅9メートルの大路が南方に向かって敷設されている。南大路である。この大路に面した西側に建物群が塀で囲まれている。官衙施設である。前殿は正面7間（22メートル）・側面2間（4.8メートル）の規模である。建て替えられている。
こうした建て替えから、大きく4つの時期に分けられる。1期は8世紀前半代、2期は8世紀後半頃から同末（延暦年間の初め）頃に焼失した、3期は9世紀代が中心、4期は10世紀に入って間もない頃まで機能していた。

## 出土品
国庁内外から出土した遺物は、県立博物館（宇都宮市）に展示されている。
100点以上の漆紙文書の出土が特筆される。

## 下野国府
下野国府域全体の発掘調査は未だであるが、東西五町（540メートル）、南北六町（648メートル）程度の広がりがあったと推定されている。